# 앤 셜리 (배우)
앤 셜리(Anne Shirley, 1918년 4월 17일 ~ 1993년 7월 4일)는 미국의 배우이다. 아역 배우 당시 활동명은 던 오데이(Dawn O'Day)였다.

## 영화
- 메이크 마인 래프 (1949년)
- 안녕, 내사랑 (1944년) - 앤 그레일 역
- 포 잭스 앤 어 질 (1942년)
- 악마와 다니엘 웹스터 (1941년)
- 스텔라 달라스 (1937년) - 로렐 달라스 역
- 굽이도는 증기선 (1935년)
- 래스퓨틴 앤 더 엠프리스 (1932년) - 프린세스 아나스타시아 역
- 쓰리 온 어 매치 (1932년) - 비비안 리비어, 아이 역
- 시티 걸 (1930년)
- 나이트 라이프 (1927년)
- 더 스페인 댄서 (1923년)